# 南硫黄島
南硫黄島（みなみいおうとう）は、小笠原諸島の火山列島の一部をなし、東京都小笠原村に属する無人の火山島。火山列島（硫黄列島）の最南端にあり、東京都区部の南約1,300km、硫黄島の南約60km、グアム島の北約1,320kmに位置する。面積3.54km2、周囲約7.5km。
外観はピラミッド状の急峻な地形で、100-200mの垂直に近い海食崖が島を取り巻き、海岸には幅50m未満の礫浜が島をほぼ一周する。最高標高は916mで伊豆諸島・小笠原諸島の中では最高峰である。
日本国政府によって島全域が南硫黄島原生自然環境保全地域に指定されており、原生自然環境保全地域の中では唯一、全域が立入制限地区になっている。
本島がもたらす日本の排他的経済水域 (EEZ)は、北マリアナ諸島のパハロス島（南東に約290海里＝540km）によるアメリカ合衆国のEEZと接しており、「国境の島」と呼ばれることもある。

## 歴史

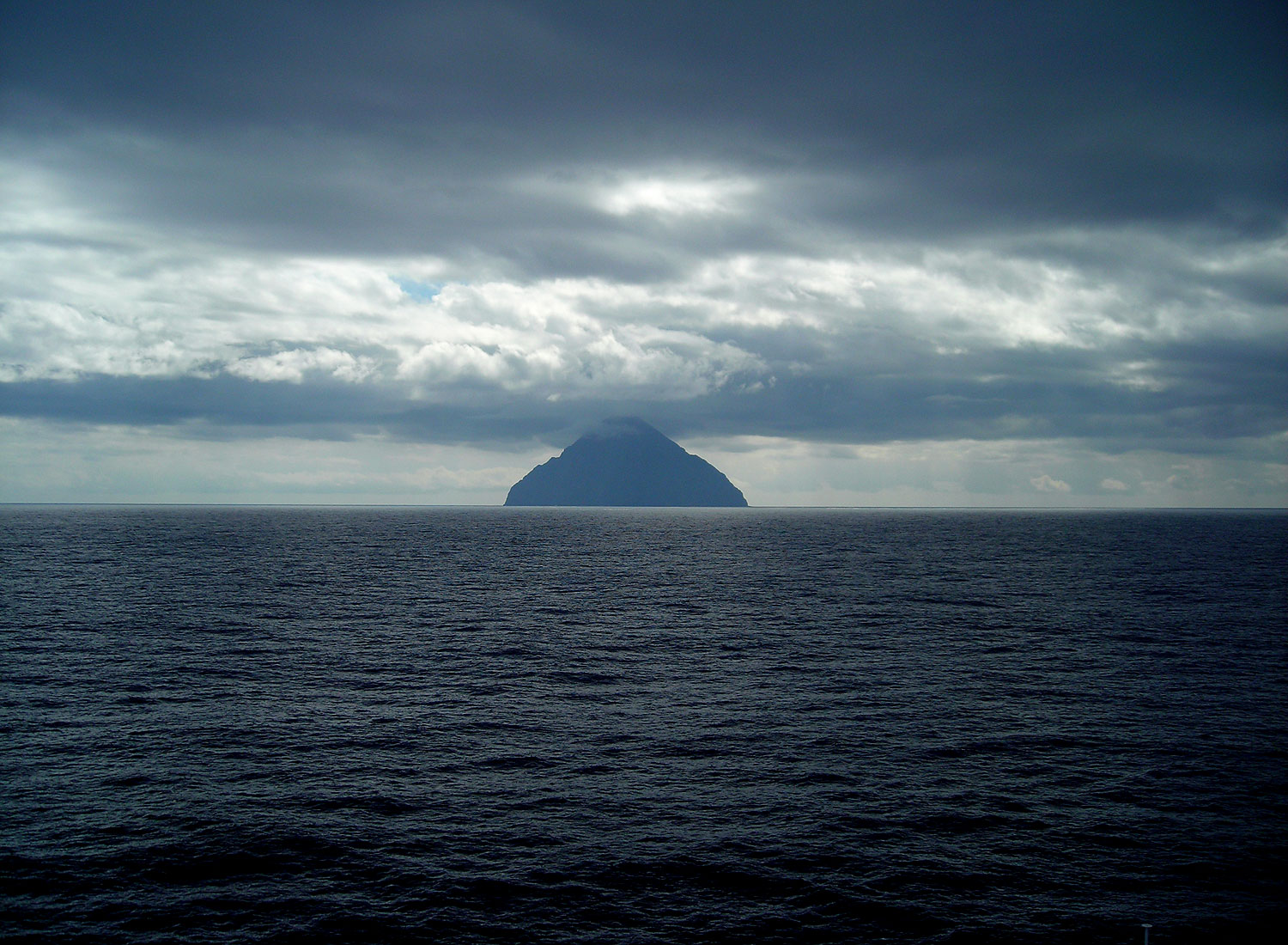
南硫黄島遠景。頂上部は雲に覆われている

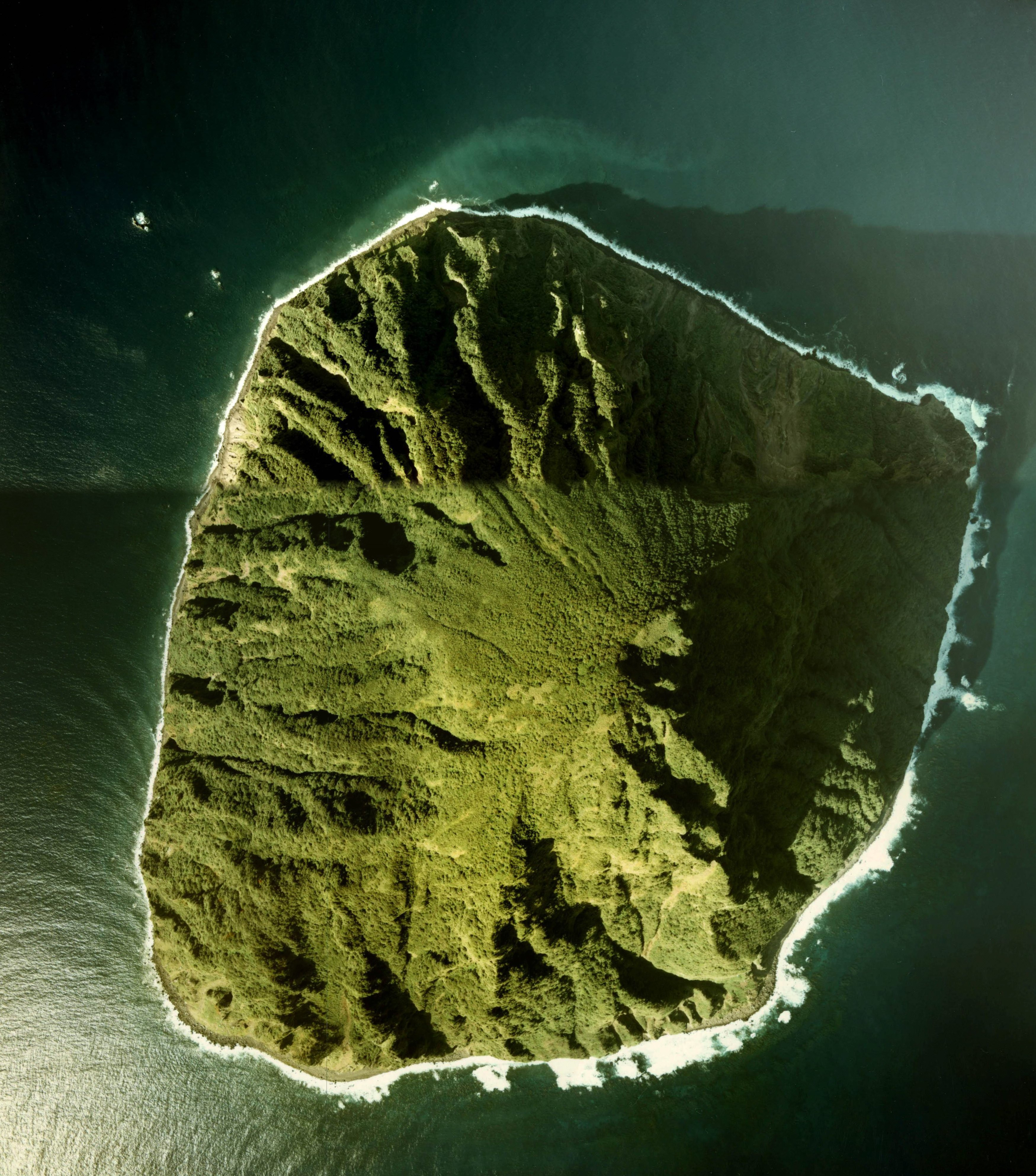
南硫黄島空中写真。

人間が目撃した最古の記録は、1543年のスペイン船「サン・フアン」による発見で、「サン・アグスティン火山 (Volcan de San Agustin)」と命名された。その後1779年にイギリス船「ディスカバリー」と「レゾリューション」が目撃、サウス・アイランド (South Island) と命名された。
有史以来初めてこの島と人間が関わることになるのは、1885年（明治18年）末に函館を出航して、青森県下北に向かった帆船「松尾丸（一説には「松王丸」とも）」が時化に遭い、83日間漂流した末に、翌1886年（明治19年）3月に南硫黄島に漂着した事件であった。乗員10名のうち1名は漂流中死亡し、9名が島に着いた。このうち佐賀喜作、金成広吉、遠藤とらの男女3名が島に残り、6名が島を去った。島に残った3名は3年半の生活ののち、母島の漁船「新栄丸」の吉村浅治船長によって救助された。3名は島で鳥や卵、魚介類を食べ、岩滴を飲んで生活したという。この事件以降、年に1回、小笠原・硫黄島航路の定期船が、硫黄島からさらに南の南硫黄島まで来訪し、汽笛を鳴らしながら島を周回して漂着者の有無を確認することが慣例となった。この漂着者の確認は、太平洋戦争が勃発するまで続けられた。
1891年（明治24年）9月9日、勅令によって正式に日本の領土になり、島名が「南硫黄島」と定められた。1911年には海軍水路部と陸地測量部が海防艦「松江」で来航し上陸、北側中腹の標高45メートルに三角点を設置した。南硫黄島を含む火山列島（硫黄列島）は、東京府小笠原島庁の所管となり、1926年（大正15年）に小笠原島庁は小笠原支庁に改称された。
その後、相次いで植物調査を目的とした探検が計画・実施された。まず1935年（昭和10年）10月21日-10月22日に小笠原営林署長の町田勇作、林業試験場小笠原出張所の岡部正義ほか16名が小笠原支庁所属の海幸丸で渡航、西側より上陸し、約700メートルまで登って植物調査をした。これが日本人として初めての南硫黄島探検だった。
1936年（昭和11年）には、広島文理科大学助教授（当時）堀川芳雄、東京帝国大学理学部植物学教室（当時）津山尚が植物調査を計画、実施し東京文理科大学植物学教室（当時）小林義を招いた総勢9名が小笠原支庁所属の海幸丸で南東岸に上陸、登頂に成功した。植物採取を行った結果、新種、新変種、新分布の植物が発見されたが、それ以降は戦争が勃発したこともあって、本格的な調査は行なわれなかった。
太平洋戦争終戦直後、島の調査のためアメリカ軍が上陸した際、1名の日本人が発見された。この日本人は戦闘機パイロットであったのが、アメリカ軍により撃墜され、南硫黄島に漂着したという説や、あるいは終戦直前に日本陸軍が陥落後の硫黄島とアメリカ軍の情報収集を目的として密かに派遣し、南硫黄島もしくは北硫黄島に渡った兵士4名のうちの1人という説があるが、いずれも事実であるかどうかは不明である。
1968年（昭和43年）、アメリカから日本に返還されると、この島の自然環境の貴重さを考慮して、1972年（昭和47年）11月24日、国の天然記念物（天然保護区域）に指定され、原則として学術調査などの理由以外で上陸することは出来なくなった。また1975年（昭和50年）5月17日、日本初の原生自然環境保全地域にも指定され、1982年（昭和57年）6月約10日間にわたって環境庁による本格的な総合調査が行なわれた。これ以降しばらくの間、島に上陸する者はいなかった。しかし、2004年（平成16年）6月14日に広島市の医療法人せのがわが保有するプレジャーボート「WATATSUMI（わたつみ）」が北東岸に座礁、乗員12名のうち9名が上陸、残り3名はボートで救助を待った。この9名が結果的に22年ぶりに南硫黄島に上陸した人間となった。この乗員12名は全員無事救助された。
南硫黄島・硫黄島・北硫黄島の3島をおがさわら丸の船上から見ることのできる「硫黄島3島クルーズ」が、小笠原海運の主催で年に1回ほど行われている。また、飛鳥などの大型クルーズ客船が、旅のイベントの一つとして、航路の途中で本島や沖ノ鳥島、南鳥島に立ち寄って島を周回したこともある。ただし、いずれの場合も島を船上から望見するのみで、上陸はしない。以上のように南硫黄島と人間との関わりはまだ浅く、上陸も数えるほどしかない。
2007年（平成19年）6月18日に、国土地理院による呼称が「みなみいおうじま」から「みなみいおうとう」に変更された。詳細は「硫黄島 (東京都)#島の名称」参照。また、同年には世界遺産登録のために、東京都と首都大学東京による調査が行われている（後述）。2010年に、小笠原諸島として世界遺産に登録された。
2014年（平成26年）6月、国土地理院の上陸測量が行われ、南硫黄島南岸に一等三角点「南硫黄島」（標高3.97m）および三等三角点「南硫黄島南」（標高3.99m）が設置された。
2017年（平成29年）6月、東京都、首都大学東京、日本放送協会の合同による南硫黄島学術調査が実施された。立ち入り困難な場所も多いため、科学者らはロッククライミングの専門家から事前に指導を受け（調査にも同行）、マルチコプターによる空撮も使用された。これらの映像は、2018年のNHKスペシャル『東京ロストワールド』で放送された。

## 火山活動史
本島は成層火山の火山島である。岩石はアルカリ岩系列あるいはアルカリ岩系列とソレアイト系列の中間的な玄武岩から構成される。
まず数十万年前までに海底火山が海面上まで成長した。その後は溶岩流の噴出を主として小さな盾状火山をつくった。その火山は途中小さな休止期をはさんで溶岩流・アグルチネートを噴出しさらに成長した。この盾状火山の噴火中心は現在の山頂火口より少し東にずれた位置にあった。山頂火口の位置から噴火を始め、最初大量のスコリア質ラピリ、火山灰を噴出した。小規模の火砕流も発生した。その後アグルチネートをつくるストロンボリ式噴火を繰り返し、ほぼ現在の高度まで成長した。
しばらくして火山活動の場は北東の福徳岡ノ場へ移動した。火山活動が停止した南硫黄島は波蝕を受け、東半分が欠けた状態で現在に至っている。
現在の陸域部は、これらの火山活動によって形成された溶岩流とアグルチネートがほとんどを占め、強く溶結したアグルチネートによって急斜面が保たれている。

### 南硫黄島周辺海域の海底火山
南硫黄島は、南北30km、東西15kmにおよぶ北福徳カルデラを形成する複合巨大海底火山の南峰に位置する。
南硫黄島から北北東約 5km のカルデラ内に、福徳岡ノ場と呼ばれる海面下の中央火口丘があり、こちらは現在も活発な火山活動が続いている。記録が残る1904年（明治37年）以降、新島を形成する3回の噴火が起き、「新硫黄島」とも呼ばれたが、いずれも波浪による侵食によって島は失われている。

## 自然
1982年（昭和57年）に行われた環境庁の総合調査により、南硫黄島における生物の詳細が明らかになった。オガサワラオオコウモリ、ミナミトリシマヤモリ、オガサワラトカゲ、シダの一種で世界でこの島だけにしか生息しないナガバノコウラボシなど維管束植物118種、哺乳類1種（オガサワラオオコウモリ）、鳥類21種、爬虫類2種、昆虫152種が確認され、貴重な動植物が多いことがわかった。
このことは、分布している生物の種類が島の面積に比べて少ないという、海洋島の典型的な性格を示す結果となった。これらの生物のうちには南硫黄島の固有種がかなり含まれ、植物では4種、昆虫では7種が固有種であった。クロウミツバメは、全世界で南硫黄島と北硫黄島のみで繁殖が確認されているが、北硫黄島では外来種であるクマネズミの侵入により絶滅状態になっていると考えられることから、南硫黄島の繁殖地は世界で唯一の貴重な存在である。
また、小さい島でありながら、植物の植生配置は変異に富んでいる。
これらの結果によって、今日に至るまでほとんど人為が加わることなく、自然の状態が保たれてきたと推定される。したがって南硫黄島は、海洋島における自然状態での生物相、あるいは生物群集の成立や発展を実際に調べることができる貴重な島であり、このような島は日本では他に類を見ない。また島の周辺には、ザトウクジラを始め、数多くの海洋生物の回遊も確認されている。
2007年（平成19年）6月には、小笠原諸島の世界遺産登録のため、東京都と首都大学東京が合同で、25年ぶりとなる自然環境の調査を実施した。その結果、タマゴナリエリマキガイの生息や、陸上の樹木に生息するキバサナギガイ属など、新種とみられる貝類4種類が発見された。
2017年には、アカアシカツオドリの集団繁殖が日本で初めて確認された。

## 周辺の小島
南硫黄島周辺には多数の小島が点在している。
本島以外は地図に記載の無い島だったが、このうちまず5島について、2011年12月1日、総合海洋政策本部から「領海の外縁を根拠付ける離島の地図及び海図に記載する名称の決定について」において命名された。つづいて10島について、2012年3月2日、総合海洋政策本部から公表された「排他的経済水域（EEZ）外縁を根拠付ける離島の地図・海図に記載する名称の決定について」において、命名された。地図上の表記・位置は下記、各島嶼の座標リンク、および当節座標一覧を参照。
- 北北西小島（ほくほくせいこじま）[15]
- 北小島（きたこじま）[15]
- 松江岬西小島（まつえみさきにしこじま）[15]
- 松江岬北小島（まつえみさききたこじま）[15]
- 松江岬南小島（まつえみさきみなみこじま）[15]
- 松江岬東小島（まつえみさきひがしこじま）[16]松江岬東小島の位置/地図
- 東小島（ひがしこじま）[16]東小島の位置/地図
- 東南東小島（とうなんとうこじま）[16]東南東小島の位置/地図
- 南東上小島（なんとうかみこじま）[16]南東上小島の位置/地図
- 南東下小島（なんとうしもこじま）[16]南東下小島の位置/地図
- 南南東小島（なんなんとうこじま）[16]南南東小島の位置/地図
- 南小島（みなみこじま）[16]南小島の位置/地図
- 南南西下小島（なんなんせいしもこじま）[16]南南西下小島の位置/地図
- 南南西上小島（なんなんせいかみこじま）[16]南南西上小島の位置/地図
- 南西小島（なんせいこじま）[16]南西小島の位置/地図

## 関連文献
- 佐々木哲朗; 堀越和夫 (2008-03). “南硫黄島の海洋生物”. 小笠原研究 (首都大学東京小笠原研究委員会) (33):  155-171. hdl:10748/2298